# Sing (에드 시런의 노래)
〈Sing〉은 영국의 싱어송라이터 에드 시런이 작사, 작곡, 녹음한 곡이다. 이 곡은 백 보컬을 맡았던 퍼렐 윌리엄스가 프로듀싱했다. 이 곡은 2014년 4월 7일 영국의 어사일럼 레코드에 의해 시런의 두 번째 스튜디오 음반인 《×》 (2014년)의 리드 싱글로 발매되었다. 〈Sing〉은 시런의 첫 번째 영국 1위 싱글이 되었고 호주, 뉴질랜드, 아일랜드 차트에서도 1위를 차지했다. 그것은 미국 빌보드 핫 100에서 13위로 정점을 찍었다.

## 배경
〈Sing〉은 시런과 퍼렐 윌리엄스가 작사, 작곡하고 프로듀싱을 했다. 윌리엄스는 또한 후렴구가 진행되는 동안 믿을 수 없는 백 보컬을 제공한다. 이 노래는 3분 55초의 길이를 가지고 있다. 팝과 R&B의 영향을 받고 저스틴 팀버레이크에 의해 영감을 받은 이 곡은 시런이 그의 이전 음반인 《+》에서 유명해진 포크 록 사운드를 탈피한 것이다. 시런은 팀버레이크의 팝과 R&B 스타일은 "직접적인 영감에 매우 가까웠고, 저는 《Justified》와 《FutureSex/LoveSounds》를 좋아하기 때문에 영감을 얻었습니다"라고 말했다. 그 가사는 "라스베이거스의 밤 외출"에 관한 것이다.
〈Sing〉은 2014년 5월 영국, 아일랜드, 호주, 독일에서 발매되었다. 〈Sing〉은 2014년 4월 7일 시런과의 유튜브 라이브 채팅에서 국제적으로 발매되었다. EP의 수록곡인 〈Friends〉는 영국 싱글 차트에서 121위로 진입했다.

## 차트 성과
이 곡은 영국 싱글 차트와 아이리시 싱글 차트에서 1위로 데뷔했고, 영국과 아일랜드에서 그의 첫 번째 싱글 1위를 차지했다. 이 곡은 영국에서 67만 장의 판매고를 올렸으며, 6천 6백만 개의 스트림과 함께 총 133만 9천 개의 유닛을 제공한다.
〈Sing〉은 2014년 5월 호주 ARIA 차트에서 1위로 데뷔하여 시런의 첫 번째 1위, 호주에서 6번째 톱 10 싱글이 되었다. 2014년 4월 14일, 이 곡은 뉴질랜드 싱글 차트에서 8위로 진입했고, 뉴질랜드에서 네 번째 톱 10 싱글이자 두 번째 톱 10 데뷔곡이 되었다. 이 곡은 시런에게 2년 연속 1위 싱글을 안겨주면서 그 나라에서 차트 1위를 차지했다. 이탈리아에서, 〈Sing〉은 2위로 정점을 찍었고, 이 위치에서 총 5주를 보냈고, 그는 지금까지 그 나라에서 도달한 더 높은 최고 위치에 있었다.
캐나다에서, 그 트랙은 그 이후 4위로 정점을 찍었고, 시런은 그 나라에서 처음으로 톱 10 히트곡을 냈다. 〈Sing〉은 빌보드 핫 100에서 15위로 데뷔했고, 시런은 그 당시 미국에서 가장 높은 차트 기록을 세웠다. 이 싱글은 123,000장이 팔려 그의 두 번째 최고의 판매 주간을 디지털로 제공했고, 또한 이 곡은 빌보드 핫 100에서의 데뷔 주간을 앞두고 563,000개의 스트리밍을 기록하고 2,800만 명의 관객들의 인상을 받았다. 〈Sing〉은 이후 빌보드 핫 100에서 13위로 정점을 찍었다. 이 곡은 2014년 7월 미국에서 100만 장에 도달했고 2015년 1월 기준으로 132만 3천 장이 팔렸다.

## 곡 목록
| #  | 제목     | 재생 시간 |
| -- | -------- | --------- |
| 1. | 〈Sing〉 | 3:55      |

| #  | 제목                                 | 재생 시간 |
| -- | ------------------------------------ | --------- |
| 1. | 〈Sing〉                             | 3:55      |
| 2. | 〈Sing〉 (Live @ 1LIVE Radiokonzert) | 6:49      |

| #  | 제목                                 | 재생 시간 |
| -- | ------------------------------------ | --------- |
| 1. | 〈Sing〉 (Live @ 1LIVE Radiokonzert) | 6:49      |
| 2. | 〈Sing〉 (Trippy Turtle Remix)       | 4:06      |
| 3. | 〈Friends〉                          | 3:10      |

## 인증
| 국가 | 인증        | 판매량/출하량 |
| --- | ----------- | ------------- |
| 오스트레일리아 (ARIA) | 3× 플래티넘 | 210,000^      |
| 캐나다 (뮤직 캐나다) | 3× 플래티넘 | 240,000       |
| 독일 (BVMI) | 골드        | 150,000       |
| 이탈리아 (FIMI) | 2× 플래티넘 | 60,000*       |
| 뉴질랜드 (RMNZ) | 플래티넘    | 15,000*       |
| 스웨덴 (GLF) | 플래티넘    | 40,000        |
| 스위스 (IFPI 스위스) | 골드        | 15,000^       |
| 영국 (BPI) | 3× 플래티넘 | 1,800,000     |
| 미국 (RIAA) | 2× 플래티넘 | 2,000,000     |
| 요약 |             |               |
| 덴마크 (IFPI Danmark) | 플래티넘    | 2,600,000     |
| 스페인 (PROMUSICAE) | 골드        | 4,000,000     |
| *판매량을 기반으로 한 인증 · ^출하량을 기반으로 한 인증 · 판매량+스트리밍을 기반으로 한 인증 · 스트리밍을 기반으로 한 인증 |             |               |